# Amata lateralis
Amata lateralis är en fjärilsart som beskrevs av Jean Baptiste Boisduval 1858. Amata lateralis ingår i släktet Amata och familjen björnspinnare. Inga underarter finns listade i Catalogue of Life.